# Motorolaj

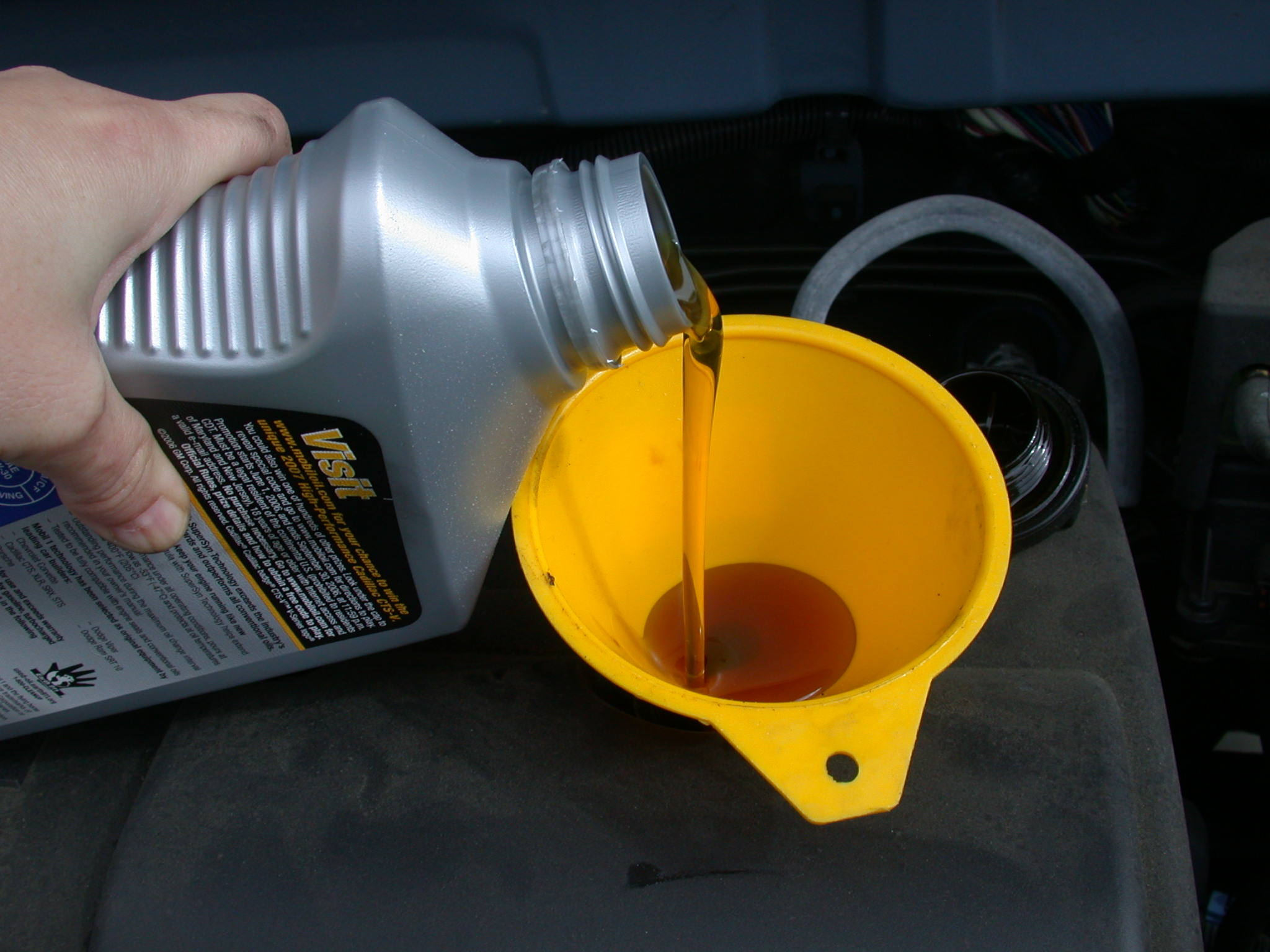
Motorolaj betöltése

A motorolaj belsőégésű motor kenésére használt kenőanyag. Elsődleges feladata a motor mozgó alkatrészeinek kenése, a fém-fém érintkezés megakadályozása és a súrlódás csökkentése. További feladatai a hő elvezetése, a motor tisztántartása, a tömítések kondicionálása és a fém alkatrészek korrózió elleni védelme. Az itt leírtak elsősorban a négyütemű motorok kenésére vonatkoznak.

## Összetétel
A motorolaj alapolajból és adalékokból áll. Az alapolaj fajtája alapjában véve határozza meg a motorolaj tulajdonságait. Ezeket a tulajdonságokat adalékokkal lehet módosítani, javítani.

### Az alapolajok fajtái
Az alapolaj lehet finomított kőolaj, növényi olaj (motorolajok esetében nem jellemző), vagy valamilyen laboratóriumban szintetizált vegyület, mint például polialfaolefin, észter, stb.

Az American Petroleum Institute (API) a következő csoportokba sorolja az alapolajokat:
| Csoport | Telített szénhidrogének | Kéntartalom                                               | Viszkozitási index | Leírás                        |
| I       | < 90%                   | > 0,03%                                                   | 80-100             | Finomítvány                   |
| II      | ≥ 90%                   | ≤ 0,03%                                                   | 80-120             | Finomítvány                   |
| III     | ≥ 90%                   | ≤ 0,03%                                                   | ≥120               | Hidrokrakkolt olaj            |
| IV      |                         | Polialfaolefin (PAO)                                      |                    | Szintetikus szénhidrogén      |
| V       |                         | Minden ami nem tartozik az I, II, III, IV, VI csoportokba |                    | Szintetikus olaj (pl. észter) |
| VI      |                         | Polyinternalolefine (PIO)                                 |                    | Szintetikus szénhidrogén      |

### Adalékok
Az alapolajat azért szükséges adalékolni, mert az adalékok
- olyan tulajdonságokat kölcsönöznek a kenőanyagoknak, amelyekre azoknak szükségük van feladataik ellátásához, de az alapolaj ezekkel a tulajdonságokkal nem rendelkezik, valamint
- hosszú távon képesek megőrizni a végtermék tulajdonságait, még maximális igénybevétel esetén is.

A motorolajban általában a következő adalékok fordulnak elő:
- detergens és diszpergens adalékok
- kopásgátló adalékok
- korróziós inhibitorok
- súrlódásmódosítók
- antioxidánsok
- fém dezaktivátorok
- habzásgátló adalékok
- viszkozitásmódosítók
- dermedéspont-csökkentők
- tömítés-regenerálók

## Motorolaj kategóriák
A motorolajok ásványi, részszintetikus és szintetikus kategóriákba sorolhatóak. Bár ezek a kategóriák ténylegesen különböző műszaki tartalmat feltételeznek, pontos műszaki előírás vagy szabvány nem létezik az adott kategóriába való besoroláshoz. A motorolaj készítéséhez felhasznált alapolaj szerint a következő kategóriák léteznek.

### Ásványi motorolajok
Az ásványi motorolajok ásványi alapolaj és adalékok keverékei. Az ásványi alapolaj finomított, viasztalanított kőolaj. Molekulaszerkezetét tekintve heterogén, gyakorlatilag ahány molekula, annyi féle. Ebből adódóan tulajdonságai elég kiszámíthatatlanok és változóak.

### Részszintetikus motorolajok
A részszintetikus motorolajok alapolajai szintén ásványi alapolajok, de olyanok, amelyek átestek egy hidrogénező finomítási szakaszon. Így maga az alapolaj hidrokrakkolt vagy hidroizomerizált formában kerül felhasználásra. Ezekből dolgozva olyan ásványi motorolajat kapunk, amely szintetikusszerű tulajdonságokat mutat. A részszintetikus olajokat nevezik még szintetikus alapúnak, HC-szintetikusnak, szintetikus bázisúnak, stb.

### Szintetikus motorolajok
A szintetikus olajok laboratóriumi körülmények között szintetizált alapolajokból készülnek. A megtervezett molekulastruktúrának köszönhetően sokkal kiszámíthatóbb és állandóbb minőséget képviselnek. Fontos különbség az ásványi alapolajokhoz képest, hogy eleve kenőanyagnak tervezik őket, tehát a recept megalkotójának nagyobb befolyása van a végtermékre, mint az ásványi alapolajok esetében, ahol gyakorlatilag „hozott anyagból” dolgoznak.

### Motorolajok kategóriába sorolása
Mivel nemzeti vagy nemzetközi szabvány nem létezik a motorolaj-termékek besorolására a fenti kategóriákba, ezért földrajzi és egyéb különbségeket fedezhetünk fel. Például Amerikában szintetikusnak nevezik a 3. csoportba tartozó alapolajból készült motorolajokat, míg Európában ez csak részszintetikusnak számít. Ugyanakkor bizonyos olajgyártók részszintetikusnak nevezik a 2. csoportba tartozó alapolajból készült motorolajokat, míg más gyártók esetében az ilyen olaj még ásványinak számít.

### A szintetikus motorolajok előnyei
Jelentős különbség mutatkozik az ásványi és a szintetikus olajok között a következő pontokban.

#### Hűtés
A szintetikus olajok homogén molekulaszerkezete biztosítja az olaj állandó sebességű, stabil áramlását. Az ásványi olajok egymásba gabalyodott molekulái nem képesek állandó sebességgel áramlani, ezért az olaj lassabban és kevésbé kiszámítható módon szállítja el a hőt a forró pontokról. Bár a motor hűtését elsősorban a hűtőrendszer végzi, egy szintetikus olaj remekül ki tudja azt egészíteni.

#### A motor tisztántartása és kokszosodás
A szintetikus olaj sokkal jobban tűri a hőt, mint az ásványi. A motor leállítása után az olaj hőmérséklete felfelé(!) indul el, ugyanis a hűtőfolyadék keringése ilyenkor leáll. A megemelkedett motorhőmérséklet kokszképződést okoz egy ásványolajnál, viszont egy szintetikusnál nem. A koksz természetesen szennyeződés, tehát a tönkrement ásványolaj szennyezi a motort.

#### Hidegindítás után hamar meginduljon a kenés
Itt áttételes a szintetikus olajok jótékony hatása. 5W-s és 0W-s olajokat nem lehet ásványolajból készíteni, márpedig ezek az olajok rendelkeznek a legjobb folyási tulajdonsággal hideg állapotban. Ez télen különösen kritikus, amikor jóval tovább tart, míg a motor és az olaj elérik az üzemi hőmérsékletet. Az alacsonyabb téli viszkozitás biztosítja, hogy a motor rövidebb ideig maradjon kenés nélkül egy hidegindítás után.

#### A csereperiódus alatt ne változzon jelentősen a minősége
A többfokozatú olajok kulcsa, hogy viszkozitásuk ne változzon drasztikusan a hőmérséklet-változás hatására. Többfokozatú olajat ásványolajból is lehet gyártani, de ehhez viszkozitás-módosító adalékokra van szükség. Ezek olyan hosszúláncú szénhidrogének, amelyek ellensúlyozzák az olaj természetes sűrűség-változását. Az velük a baj, hogy a motor üzemelése során ezek a hosszú molekulaláncok elnyíródnak, és egy idő után nem képesek betölteni funkciójukat. Így a csereperiódus végére a többfokozatú ásványolaj szinte egyfokozatúvá válik. A szintetikus olaj ellenben nem igényelnek ilyen adalékot ahhoz, hogy viszonylag stabil maradjon a viszkozitásuk. Esetükben maga a szintetikus alapolaj rendelkezik a megfelelő tulajdonságokkal. Mivel nincs mi elnyíródjon, ezért a csereperiódus végére is megmarad az olaj stabilitása. Ennek, valamint a korábban említett kokszosodással szembeni ellenállásuknak köszönhetően, a szintetikus olajok sokkal jobb állapotban vannak a csereperiódus végére, mint az ásványiak.

## Viszkozitás
A viszkozitás – más elnevezéssel a belső súrlódás – egy gáz, vagy folyadék belső ellenállásának mértéke a csúsztató  feszültséggel szemben. A motorolajok esetében a viszkozitás jelentősen befolyásolja az olaj teljesítményét a különböző hőmérsékleten. A mai modern olajokkal szemben elvárás, hogy a téli hidegben se legyen túl viszkózus ahhoz, hogy keringeni tudjon, és elégséges kenést biztosítson a motor számára, valamint, hogy a motor üzemi hőmérsékletén se legyen annyira alacsony a viszkozitása,  hogy ne tudja megakadályozni a megfelelő alkatrészek érintkezését.

### Viszkozitási osztályok
Mivel a viszkozitás a hőmérséklet függvényében változik, ezért a motorolajok csoportosításához nem magát a  viszkozitást, hanem az ún. viszkozitási osztályokat használjuk. A motorolajok viszkozitásának osztályozására a Society of Automotive Engineers (SAE) által  felállított  osztályozásai rendszert használjuk. A SAE osztályok két felé oszthatók: téli és nyári viszkozitási osztályokra. Az alacsony hőmérsékleti (téli) viszkozitás a hidegindítás miatt fontos, a magas hőmérsékleti (nyári) pedig a nagy terhelés és nagy sebesség melletti teljesítmény szempontjából.

A hideg  oldali viszkozitási osztályok, amelyeket a „W” különböztet meg a meleg oldalitól, az alacsonyhőmérsékleti viszkozitásra és a minimális  szivattyúzhatósági hőmérsékletre vonatkozóan fogalmaznak meg előírásokat. Hogy az alacsonyhőmérsékleti viszkozitás ne menjen egy bizonyos szint alá, azért fontos, hogy az indítómotor hidegben is be tudja indítani a motort a szükséges minimális indítósebességgel, és az olaj eljusson a kenési helyekre amilyen gyorsan csak lehet. A minimális szivattyúzhatósági hőmérséklet alatt az olaj nem képes magától elfolyni a szivattyúig, így a szivattyú olaj helyett levegőt szállít, kenés nélkül hagyva a motort.

A meleg  oldali viszkozitási osztályok esetében a 100 °C-on mért kinematikus és a 150 °C-on, nagy terhelés mellett (HTHS) mért dinamikus viszkozitás számít. Nagy terhelés mellett akár 300 °C is lehet a hőmérséklet a dugattyú tetején, és, ellentétben a téli kondíciókkal, itt ez az  a hőmérséklet, amit az olajnak bírnia kell, nem pedig a külső hőmérséklet.

### A viszkozitási index
A viszkozitási index azt mutatja meg, hogy egy adott folyadék viszkozitása mennyire változik a hőmérsékletváltozás hatására. Az alacsony viszkozitási indexű folyadékok viszkozitása szélsőségesen  változik a hőmérsékletváltozás hatására. Az ilyen folyadékok általában kevésbé alkalmasak közlekedési olajként, mert nagy különbség van az olaj hidegben tapasztalható tulajdonságai és a melegben tapasztalhatóak között. Ezért ma már  elsősorban magas viszkozitási indexű olajak vannak használatban, mert ezek  nagyobb mértékű hőmérsékletváltozás hatására is csak kismértékben változtatják  meg a viszkozitásukat, így „viselkedésük” stabilabb, állandóbb.

### Egy- és többfokozatú olajok
Ahhoz, hogy egy motorolaj egyszerre  tudjon jól teljesíteni alacsony és magas hőmérsékleten az szükséges, hogy a  viszkozitása ne változzon jelentősen a hőmérséklet-változás hatására.

Bizonyos olajok, alacsony viszkozitási indexük miatt, nem képesek egyszerre megfelelni egy téli és egy nyári  viszkozitási fokozat által támasztott követelményeknek. Ezek az olajok csak egy viszkozitási osztályba sorolhatók be, ezért hívják őket egyfokozatú olajoknak. Más olajok, amelyeknek magasabb a viszkozitási indexe, egyszerre képesek teljesíteni egy téli és egy nyári  viszkozitási osztály követelményeit is. Ezek a többfokozatú olajok.

## Motorolaj szabványok
A legelterjedtebb motorolaj-szabványok az amerikai API és az európai ACEA szervezetek olajszabványai. Ezen kívül számos személy- és haszongépjármű-gyártó (pl. BMW, Mercedes, Volkswagen, stb.) adott ki saját szabványokat, amelyek az általuk gyártott gépjárművekre vonatkozóan fogalmaznak meg az olajjal szemben további követelményeket. Egy adott motor kenésére az a motorolaj az optimális, amely megfelel a gyártó által előírt szabványnak. A gyártó az adott motort úgy tervezte meg, hogy bizonyos paraméterekkel rendelkező olaj használatát feltételezte. A csereperiódus is ennek figyelembevételével lett meghatározva. A szabványtól való eltérés – ha szerencsénk van – nem okoz komoly problémát, ha azonban nincs, akkor akár jelentős költséggel is járhat. Utóbbira példa a [dízel részecskeszűrő], amely normál hamutartalmú olaj használata mellett idővel eltömítődik, és cseréje százezres nagyságrendű kiadást jelent.

## Csereperiódus
A motorolajat meghatározott időszakonként le kell cserélni. A csereperiódust a motor gyártója határozza meg. Jellemző, hogy a csereperiódust kilométerben és időben is meghatározzák, és akkor kell olajat cserélni, amikor a kettő közül valamelyik lejár. A manapság az utakon futó személygépkocsik esetében ez legtöbbször 15 ezer kilométer, de legfeljebb 1 év. Modernebb motorok esetében találkozhatunk az ún. rugalmas szervizintervallummal, melynek lényege, hogy a számítógép dönti el és tájékoztatja a felhasználót az olajcsere szükségességéről.

Ugyancsak modernebb motorokra jellemző, hogy a gyártó a különböző szabványú motorolajokhoz különböző csereperiódust rendel. Személygépkocsik esetében ez a Volkswagen csoport által gyártott autókra kiváltképp jellemző, amelyek – a rugalmas szervizintervallummal kombinálva – így akár 50 ezer kilométert is megtehetnek olajcserétől olajcseréig.